# Paddy Crosbie
Paddy Crosbie (1 tháng 10 năm 1913 - 2 tháng 9 năm 1982) là người Ailen sáng tạo các chương trình phát thanh và truyền hình Ngôi trường góc phố và trở lại trường học.
Crosbie sinh ra ở Dublin, Ireland vào ngày 1 tháng 10 năm 1913 tại 12A Bridewell Lane, một trong những ngôi nhà được chuyển đổi từ nhà cổ Smithfield Bridewell cũ ngay trước Thế chiến thứ nhất. Cha mẹ ông là Martin Crosbie và Lily Corcoran.
Ông theo học trường mẫu giáo ở Stanhope Street và vào ngày 23 tháng 8 năm 1920, anh vào trường St. Paul's Christian Brothers, North Brunswick Street, được người Dublin gọi là trường "Brunner". Cuối cùng, ông đã dành 57 năm trong trường này như một học sinh và giáo viên. Crosbie sau đó học tại Trường Cao đẳng Đào tạo St. Patrick, Drumcondra và Đại học, Dublin.
Crosbie chỉ có bốn tuần ở Brunner khi âm thanh của những phát đạn làm ngắt quãng đời đi học trong một thời gian ngắn. Đó là ngày mà một thanh niên tên Kevin Barry đã bị người Anh bắt giữ sau một cuộc phục kích. Hai người lính đã thiệt mạng. Năm tuần sau vào ngày 1 tháng 11, anh đứng bên ngoài nhà tù Mountjoy cùng mẹ và anh trai Martin Crosbie, chờ đợi thông báo về vụ xử tử anh.
Ông là một người yêu thích thể thao khi còn trẻ, và đã giành được một huy chương đặc biệt khi đánh bại Austin Clarke, nhà vô địch bóng ném đơn người Ireland. Ông chơi ổn định cho câu lạc bộ Dublin Eoghan ruadh, và lập một kỷ lục giải quần vợt Dublin khi không bao giờ thua một séc nào trong khoảng thời gian từ 1938 đến 1950.
Crosbie sáng tác các bài hát (được nhớ nhiều nhất sẽ là bài hát chủ đề cho "Ngôi Trường góc phố), vần điệu truyện tranh và kịch bản cho sân khấu và truyền hình. Ông đã viết hai cuốn sách Những câu chuyện từ Ngôi trường góc phố  năm 1979 và Bữa tối tràn trề của bạn vào năm 1981.
Mối quan tâm đến thế giới giải trí bắt đầu vào đầu những năm 1940 khi ông viết kịch bản cho các chương trình nghiệp dư do một câu lạc bộ quần vợt Dublin đưa vào. Đó là Mike Nolan, một diễn viên hài nổi tiếng, những người của thập niên 40 và 50, người đã giới thiệu ông với thế lực hồi ấy - và ngay sau đó anh ta đang viết kịch bản cho các ngôi sao như Noel Purcell và Happy Gang trong Nhà hát Quốc hội Dublin và Nhà hát Hoàng gia.
Crosbie cần tham gia tích cực hơn và vì vậy vào năm 1951, hành động nam sinh nổi tiếng của anh đã ra đời. Đầu tiên ông lên sân khấu, mặc quần sóc và mũ đầu sọ trong Hội trường St. Francis Xavier của Dublin, cũng là nơi đầu tiên vang lên giai điệu đặc trưng của ông, "Ngôi Trường góc phố".
Năm 1953, ông bước vào một vị trí quan trọng trong Radio Éireann, đồng hành của chương trình của chính mình, một chương trình mới được chính ông lập trình và thực hiện. Bắt đầu với ngôi trường CBS của riêng mình ở North Brunswick Street, ông đã ra mắt Ngôi trường góc phố. Chương trình bắt đầu vào Lễ Phục sinh năm 1954, khi nhà sản xuất Michael O h-Aodha ra lệnh ban đầu cứ làm tới đi. Seamus Kavanagh sau đó đã đảm nhận vai trò nhà sản xuất của loạt phim ngắn đầu tiên, và ông đã được Joan Dalton và Padraig O'Neill kế nhiệm.
Jim (James) Plunkett đã hướng dẫn Trường học trên truyền hình, đây là chương trình đầu tiên được ghi hình trước cho đài truyền hình mới vào năm 1961 và đứng đầu bảng xếp hạng TAM cho đến khi nó bị ngừng sau hơn 5 năm. Tập đầu tiên được phát vào ngày 2 tháng 1 năm 1962. Trên truyền hình, chương trình có nhiều FIRSTS - tính năng gia đình đầu tiên trong top 10, xếp đầu tiên ở vị trí đầu và đầu tiên đi khắp đất nước. Chương trình tiếp tục cho đến năm 1966 trên Truyền hình RTÉ trước khi trở lại Đài phát thanh RTÉ thêm một năm nữa. Một lần nữa được hồi sinh trên đài phát thanh vào năm 1973. Ông đã giành được một giải thưởng Jacob năm 1964 "vì nhiều đóng góp giải trí và thú vị cho Telefís Éireann".
- Giải thưởng của Jacob năm 1964.
- Huy chương Benemerenti, được Đức Giáo hoàng John Paul II vinh danh với trang trí của Giáo hoàng năm 1979.